# Duke Jordan
Irving Sidney Jordan, detto Duke (New York, 1º aprile 1922 – Valby, Danimarca, 8 agosto 2006), è stato un pianista e compositore statunitense di jazz.
Duke Jordan è noto soprattutto per la sua militanza nel quintetto di Charlie Parker nel periodo 1947-48, assieme a Miles Davis, Max Roach e Tommy Potter: si tratta del periodo in cui dai club di Harlem e della Cinquantaduesima Strada partiva la rivoluzione bebop, che avrebbe cambiato il volto del jazz e della musica in generale. Dopo aver lavorato come sideman per Sonny Stitt, Coleman Hawkins e Stan Getz, a partire dalla metà degli anni cinquanta Jordan intraprese una lunga carriera come solista e leader. Pur avvicinandosi a sonorità blues e gospel, Jordan non abbandonò mai gli stilemi del bebop, che aveva aiutato a definire.

## Biografia
A 21 anni, Jordan militava già nei Savoy Sultans, l'orchestra stabile della Savoy Ballroom, la sala da ballo più famosa dell'epoca. Nelle parole di Dizzy Gillespie i Savoy Sultans erano "La band con più swing che si fosse mai ascoltata".
Nel corso della sua collaborazione con Parker, Jordan partecipò (per Dial e Savoy Records) ad incisioni ricordate come classici del periodo bebop, quali Scrapple from the Apple, Embraceable You, Crazeology.
Nel 1952 sposò - in un matrimonio interrazziale, insolito per l'epoca - la cantante Sheila Jordan che ebbe più tardi a dichiarare di aver tanto ammirato la musica di Parker da averne sposato il pianista. Nel 1962 i due divorziarono.
Negli anni 1960, a causa di problemi dovuti, come per tanti altri musicisti del periodo, all'uso di droghe, Jordan si ridusse a fare il tassista a New York. Si disintossicò all'inizio degli anni 1970, trasferendosi in Danimarca a Copenaghen - dove si stabilì nel 1978 - e iniziò a registrare per la Steeplechase Records e a partecipare a concerti e festival jazz in tutto il mondo.
Come compositore, è ricordato per standard divenuti famosi quali Jordu e No Problem. Inoltre, nel 1959, collaborò alla colonna sonora del film Le relazioni pericolose di Roger Vadim.
Duke Jordan morì l'8 agosto 2006, a 84 anni, nella sua casa a Valby, un sobborgo di Copenhaghen

## Discografia Parziale

### I primi anni
- Floyd Horsecollar Williams - Horsecollar Williams (Chicago 102)
- Roy Eldridge - The Greatest Little Jazz (Decca to MCA to Coral (G) COPS 6855D/1 2)
- Various Artists - Brothers and Other Mothers (Savoy SJL 2210)

### Con Charlie Parker (anni 40-50)
- Charlie Parker on Dial, Voll. 4-6 (Spotlite (E) SPJ 104)
- Charlie Parker - Alternate Masters, Vol. 2 (Dial LP 905)
- Charlie Parker - The Bird Blows the Blues (Dial LP 901)
- Charlie Parker - Alternate Masters, Vol. 1 (Dial LP 904)
- Charlie Parker - Crazeology (Dial 1034)
- Charlie Parker, Vol. 4 (Dial LP 207)
- Charlie Parker Memorial, Vol. 1 (Savoy MG 12000)
- Charlie Parker - The Complete Savoy Studio Sessions (Savoy SJL 5500)
- The Genius of Charlie Parker (Savoy MG 12014)
- Gene Roland Band featuring Charlie Parker - The Band That Never Was (Spotlite (E) SPJ 141)
- Charlie Parker - Bird's Eyes, Vol. 6 (Philology (It) 214W 29)
- Charlie Parker - Bird on 52nd St. (Jazz Workshop JWS 501)
- Charlie Parker (Prestige PR 24009)
- Charlie Parker - Bird's Eyes, Vol. 1 (Philology (It) 214W 5)
- Charlie Parker - Ballads and Birdland (Klacto (E) MG 101)

### Come Leader
- Duke Jordan - Jor-du (Prestige PR 7849)
- Duke Jordan - Jazz Laboratory Series: Do It Yourself Jazz, Vol. 1 (Signal S 101)
- Duke Jordan Trio and Quintet (Signal S 1202)
- Duke Jordan - Flight to Jordan (Blue Note CDP 7 46824-2)
- Duke Jordan - Les Liaisons Dangereuses (Charlie Parker PLP 813)
- Duke Jordan/Sadik Hakim - East and West of Jazz (Charlie Parker PLP 805)
- Duke Jordan - The Murray Hill Caper (Spotlite (E) DJ 5)
- Duke Jordan - Flight to Denmark (SteepleChase (D) SCS 1011)
- Duke Jordan - Flight to Denmark (SteepleChase (D) SCCD 31011)
- Duke Jordan - Two Loves (SteepleChase (D) SCS 1024)
- Duke Jordan - Two Loves (SteepleChase (D) SCCD 31024)
- Duke Jordan - Truth (SteepleChase (D) SCS 1175)
- Duke Jordan - Misty Thursday (SteepleChase (D) SCS 1053)
- Duke Jordan - Duke's Delight (SteepleChase (D) SCS 1046)
- Duke Jordan - Lover Man (SteepleChase (D) SCS 1127)
- Duke Jordan Live in Japan, Voll. 1-3 (SteepleChase (D) SCS 1063)

### Come sideman
- Art Blakey - Les Liaisons Dangereuses (Fontana (F) 680 203)
- Art Farmer Quintet featuring Gigi Gryce (Prestige PRLP 7017)
- Barney Wilen - Barney (RCA (F) 430053)
- Barney Wilen - Un Temoin dans la Ville (Fontana (F) 660 226-MR)
- Barry Miles - Miles of Genius (Charlie Parker PLP 804)
- Cecil Payne - Bird Gets the Worm (Muse MR 5061)
- Cecil Payne - Shaw 'Nuff (Charlie Parker PLP 506)
- Cecil Payne - The Connection (Charlie Parker PLP 806)
- Cecil Payne Performing Charlie Parker Music (Charlie Parker PLP 801)
- Cecil Payne Quartet and Quintet (Signal S 1203)
- Cecil Payne/Duke Jordan - Brooklyn Brothers (Muse MR 5015)
- Charles McPherson - Beautiful! (Xanadu 115)
- Clark Terry's Big-B-A-D-Band Live at the Wichita Jazz Festival (Vanguard VSD 79355)
- Coleman Hawkins and his Orchestra (Decca 27853)
- Dizzy Reece - Comin' On (Blue Note CDP 7243 5 22019-2)
- Doug Watkins - Watkins at Large (Transition TRLP 20)
- Eddie Bert (Discovery DL 3024)
- Eddie Bert Quintet (Discovery DL 3020)
- Ernestine Anderson - It's Time for Ernestine (Metronome (Swd))
- Gene Ammons - Blues Up and Down, Vol. 1 (Prestige PR 7823)
- Gene Ammons - The Happy Blues (Prestige PRLP 7039)
- Gene Ammons All Star Sessions (Prestige PRLP 7050)
- Gigi Gryce/Phil Woods - Jordu (Savoy MG 12146)
- Here Comes Louis Smith (Blue Note BLP 1584)
- Hooray for Stan Getz (Session Disc 108)
- Joe Carroll (Charlie Parker CP 201)
- Joe Holiday - Holiday for Jazz (Decca DL 8487)
- Julius Watkins Sextet, Vol. 1&2 (Blue Note CDP 7243 4 95749-2)
- Kenny Burrell - Blue Lights, Vol. 1 (Blue Note BLP 1596)
- Kenny Burrell - Blue Lights, Vol. 2 (Blue Note BLP 1597)
- Kenny Burrell - Swingin' (Blue Note (J) GXF 3070)
- Oscar Pettiford/Vinnie Burke - Bass by Pettiford/Burke (Bethlehem BCP 6)
- Paul Bascomb - Bad Bascomb (Delmark DL 431)
- Rolf Ericson American All Stars (Metronome (Swd) JMLP 2-105)
- Rolf Ericson and his American All Stars (EmArcy MG 36106)
- Sam Most - Mostly Flute (Xanadu 133)
- Sonny Stitt - Stitt's Bits (Prestige PRLP 7133)
- Sonny Stitt - The Champ (Muse MR 5023)
- Sonny Stitt and the Top Brass (Atlantic SD 1395)
- Stan Getz (Queen Disc (It) Q 013)
- Stan Getz - Duke Ellington 25th Anniversary Concert (FDC (It) 1005)
- Stan Getz - Getz Age (Roost RLP 2258)
- Stan Getz - Move! (Natasha Imports 4005)
- Stan Getz - Sweetie Pie (Philology (It) W 40-2)
- Stan Getz - The Complete Roost Recordings (Roost CDP 7243 8 59622-2)
- Stan Getz - The Way You Look Tonight c/w Stars Fell on Alabama (Mercury 89025x45)
- Stan Getz Plays (Norgran MGN 1042)
- Stan Getz Quintet Live at Carnegie Hall (Fresh Sound (Sp) FSCD 1003)
- Stan Getz Quintet Live at the Hi-Hat 1953, Vol. 1 (Fresh Sound (Sp) FSCD 1014)
- Stan Getz Quintet Live at the Hi-Hat 1953, Vol. 2 (Fresh Sound (Sp) FSCD 1015)
- Teddy Williams - Touch of the Blues c/w Dumb Woman Blues (Prestige 715)
- That Top Tenor Technician Stan Getz (Alto AL 704)
- The Birdlanders, Vol. 1 (Period SPL 1211)
- The Birdlanders, Vol. 2 (Period SPL 1212)
- The Birdlanders, Vol. 3 (Period SPL 1213)
- The Inimitable Teddy Edwards (Xanadu 134)
- The Return of Howard McGhee (Bethlehem BCP 42)
- Tina Brooks - True Blue (Blue Note BLP 4041)
- Tina Brooks - True Blue (Blue Note CDP 7243 8 28975-2)
- Various Artists - A Night at the Five Spot (Signal S 1204)
- Various Artists - International Jam Sessions (Xanadu 122)
- Various Artists - Lestorian Mode (Savoy MG 12105)
- Various Artists - The Piano Players (Xanadu 171)